# ايتوزاينجو
ايتوزاينجو (بالإسبانية: Ituzaingó)‏ هي مستوطنة، في الأرجنتين، تقع في Ituzaingó Partido ‏ ، وهي عاصمتها، بلغ عدد سكانها 135,275 نسمة وذلك حسب إحصائيات سنة 2010، رمزها البريدي هو B1714.

## أعلام
- مانويل لانزيني
- بابلو كالاندريا
- فاكوندو سافا